# Det stora avslöjandet
Det stora avslöjandet är en delvis självbiografisk roman av Jan Guillou som kom ut 1974. Den handlar om att vara reporter på en herrtidning och om alla de ekonomiska och politiska avvägningar som avgör om en artikel blir tagen i tryck eller inte. Boken, som bitvis är att betrakta som en komedi, redogör på ett humoristiskt sätt för Jan Guillous tid som journalist i veckopressen. Hans alter ego i boken heter Erik Ponti, precis som i bland annat Ondskan och Hamilton-serien.
Recensenten Maria Bergom-Larsson beskrev boken som "en nyckelroman om veckopressen", och att Guillou "ger en viktig belysning av hur den tunga samhällskritiken ofta offras på maktens altare av pressens självcensur".

## Utgåva
- 1974 – Guillou, Jan. Det stora avslöjandet. Stockholm: Norstedt. Libris 7151963. ISBN 91-1-741431-8